# Rytířská jízda Jana z Michalovic (román)
Rytířská jízda Jana z Michalovic (1987) je dobrodružný historický román pro mládež od českého spisovatele Alexeje Pludka. Odehrává se na sklonku 13. století a líčí cestu a turnajové úspěchy předního českého šlechtice Jana z Michalovic na jeho cestě do Porýní a do Francie ke králi Filipovi IV., kterou podnikl se svou družinou roku 1291. Názvem se román odkazuje na stejnojmennou báseň v Čechách působícího německého básníka Heinricha von Freiberg, která vznikla pravděpodobně velmi brzy po návratu českého pána z výpravy.

## Obsah románu
Hlavní postavou románu je panoš Radim z Lichtenburku, který po boku pana Jana z Michalovic podniká se svým pacholkem Matějem rytířskou jízdu do Německa a do Francie. Jízda vyráží z Mělníka, kde je pochvalnými slovy vyprovází sám český král Václav II. Před odjezdem se Radim zamiluje do panny Kateřiny a popere se se synem pana Jana, panošem Benešem.
Na cestě prožije Radim mnohá dobrodružství, ve kterých mu jde i o život. Jízda se pro něho stane velkou životní školou, protože je vždycky v první řadě, když jde o spravedlivou věc. Je úspěšný i v turnajích, ve kterém však vyniká především pan Jan. Celá výprava musí čelit různým intrikám, které se týkají skutečného cíle jízdy, návštěvy říšských kurfiřtů, kteří budou již brzy volit nového římského krále, protože stávající král Rudolf I. umírá. Jeho nástupcem se má stát rakouský vévoda Albrecht, ale král Václav je proti jeho volbě. S tímto poselstvím jede pan Jan do Mohuče k arcibiskupovi, který je zároveň jedním z kurfiřtů.
Intrik se zúčastní i tajemný šedý mnich, se kterým se Radim již setkal za podezřelých okolností v Horách Kutných, kde se v jedné hospodě o něčem domlouval s podivnými individui. Když ale v Horní Falci přepadnou Radima tři ničemové, mnich mu zachrání život, když dva z nich zabije svým mečem. Někdo také šíří o jízdě pana Jana příšerné historky, ve kterých pan Jan vystupuje jako loupeživý rytíř spojený s ďáblem. Nikde proto nemohou sehnat nocleh a v samotné Mohuči jsou málem ubiti rozvášněným davem. 
V Mohuči však jízda pana Jana nekončí, protože se dozví, že vévoda Albrecht hledá podporu u francouzského krále Filipa IV. V Paříži se Radim setká opět se šedým mnichem, o kterém je přesvědčen, že je zdrojem všeho zla, které je na cestě potkalo. Ke svému překvapení zjistí, že jde o templáře, jehož řád si nepřeje silného římského krále a proto se snaží, aby byl zvolen nasavský hrabě Adolf. 
Na turnaji v Paříži není opět pan Jan poražen a sklízí zasloužený obdiv. Zde také výpravu dostihne zpráva o smrti Rudolfa I. V následných jednáních získá pan Jan slib krále Filipa, že se nebude ucházet o římskou korunu a že nebude podporovat radou, silou ani penězi rakouského vévodu Albrechta. Za to mu templáři slíbili půjčku do jeho prázdné pokladny. 
Po návratu do Prahy čeká Radima nemilé překvapení. Jeho obdivovaná panna Kateřina je totiž ve skutečnosti nevlastní sestra krále Václava a je zaslíbena synovi pana Jana Benešovi. Radimův žal je však trochu zmírněn tím, že je pasován na rytíře.